# Cassius Weynand
Cassius Weynand (* unbekannt) war in den 1930er-Jahren ein deutscher Tischtennis-Nationalspieler.
Anfang der 1930er-Jahre spielte Cassius Weynand beim Verein Westend Berlin. 1930 wurde er das zweite Mal Berliner Schülermeister. Im gleichen Jahr belegte er in der deutschen Rangliste Platz 3–4. International war er 1930 bei den Weltmeisterschaften aktiv, wo er mit der deutschen Mannschaft Siebter wurde. 1931 gewann er zusammen mit Astrid Krebsbach die deutsche Meisterschaft im Mixed.

## Turnierergebnisse
| Verband | Veranstaltung     | Jahr | Ort    | Land | Einzel    | Doppel    | Mixed        | Team |
| ------- | ----------------- | ---- | ------ | ---- | --------- | --------- | ------------ | ---- |
| GER     | Weltmeisterschaft | 1930 | Berlin | FRG  | letzte 32 | letzte 32 | keine Teiln. | 7    |